# Enamorada (álbum de Yuri)
Enamorada es el decimonoveno álbum de estudio realizado por la cantante mexicana de pop latino Yuri; con este álbum retoma su carrera comercial, que había abandonado por dedicarse a su fe cristiana. Este es el único álbum que realiza con la discográfica Muxxic Latina. El productor de este disco es Alejandro Zepeda con quien ya había colaborado con enorme éxito en álbumes anteriores.

## Antecedentes
Yuri decide regresar a mediados de 2001 pero no fue sino hasta el año 2002 cuando la veracruzana lo hace de manera formal con el lanzamiento de su disco 'Enamorada' dejando a un lado los temas religiosos y retoma los temas de amor y desamor.
Para tal objetivo, firma un contrato para la realización de un solo álbum y su promoción con la discográfica Muxxic Latina, una casa disquera española pequeña comparada con las que había colaborado anteriormente pero que deseaba entrar al mercado musical mexicano.

## Realización y promoción
Con 'Enamorada", Yuri regresa para trabajar nuevamente en su carrera comercial y recuperar a su público, con este álbum retoma sus raíces musicales tomando nuevamente los temas románticos y pop.
El primer sencillo de esta producción, "Ya no vives en mí" fue muy bien recibido por las estaciones de radio y por su público, pero el álbum no despegó en ventas debido a la poca promoción que realizó su disquera por el desconocimiento del mercado.

## Recepción
El álbum se posiciona muy bien en Centroamérica y algunos países de Sudamérica gracias a la distribución de Polygram, pero en México tiene muy poca promoción, solo logra vender un poco más de 45,000 copias en el mercado mexicano, sin embargo, el sencillo "baile caliente" solamente lanzado en Chile se posiciona segundo en la lista de los diez más populares. Por otra parte el segundo sencillo "Hasta que vuelva a mi" en México tiene una esporádica distribución debido al cierre de operaciones de la disquera. Y en Centroamérica "Quien te ha pedido amor" tiene muy poca difusión en los medios.
La canción "Enamorada" con toques pop y dance fue también promocionada.

## Lista de canciones
| N.º | Título                      | Escritor(es)      | Duración |  |
| 1.  | «Ya no vives en mí»         | Fato              | 3:45     |  |
| 2.  | «De tus besos»              |                   | 4:28     |  |
| 3.  | «Hasta que vuelva a mí»     |                   | 3:45     |  |
| 4.  | «Se dice fácil»             | Armando Manzanero | 4:05     |  |
| 5.  | «¿Quién te ha pedido amor?» | Manuel Pancho     | 4:22     |  |
| 6.  | «Ya no respiro de ti»       |                   | 4:20     |  |
| 7.  | «Enamorada»                 |                   | 4:25     |  |
| 8.  | «Y sentir»                  |                   | 3:57     |  |
| 9.  | «Quédate»                   |                   | 3:57     |  |
| 10. | «¡Ay qué linda es la vida!» |                   | 3:29     |  |
| 11. | «Baile caliente»            |                   | 3:33     |  |